# Władysław Blin
Mons. Władysław Blin (* 31. května 1954, Świdwin) je běloruský římskokatolický kněz a emeritní biskup Vitebsku.

## Život
Narodil se 31. května 1954 Świdwinu v polské rodině která po válce emigrovala z Běloruska. Po základní a střední škole nastoupil do Vyššího kněžského semináře ve Włocławku. Na kněze byl vysvěcen 25. května 1980 biskupem Janem Zarębou. Studoval na Katolické univerzitě v Lublinu a na Katolické teologické akademii ve Varšavě.
Roku 1989 se vrátil do Běloruska, historické vlasti jeho rodičů, kde se stal farářem Katedrály Nanebevzetí Panny Marie v Mohylevi. Zde roku 1992 začal organizovat Mezinárodní ekumenický festival.
Roku 1998 získal titul doktora teologie. Dne 13. října 1999 byl papežem Janem Pavlem II. jmenován prvním diecézním biskupem nově vzniklé diecéze Vitebsk. Biskupské svěcení přijal 20. listopadu 1999 z rukou kardinála Kazimierze Świątka a spolusvětiteli byli arcibiskup Dominik Hrušovský a biskup Aleksander Kaszkiewicz.
Dne 25. února 2013 přijal papež Benedikt XVI. jeho rezignaci na post biskupa Vitebsku. Jeho nástupcem se stal Aleh Butkiewicz.